# Infinity On High
Az Infinity On High a Fall Out Boy negyedik stúdióalbuma. A 2005-ös From Under The Cork Tree albumot követően jelent meg 2007-ben. A tervek szerint 2006 év végén akarták kiadni az albumot, de csúsztatták a 2007-es év elejére. Az Amerikai Billboard 200-an az első helyre kerültek és a RIAA által platina lemezzé minősítették. 

Az album címét egy levélből vették, amelyet Vincent van Gogh írt a fivérének Theo-nak 1888-ban, miszerint írja neki, hogy az ő megújult egészsége és az erély az, amit belevitt festményeibe. Az idézet angolul : "Be clearly aware of the stars and infinity on high. Then life seems almost enchanted after all." és magyarul : "Legyél tudatában a csillagoknak és végtelenség csúcspontjának. Akkor az élet végül is majdnem elbűvöltnek látszik."

Az album borítóját Pamela Littky készítette el. Az borítón szereplő tárgyakért Todd Fjelsted volt a felelős, míg a designer Chuck Anderson volt.

## Számlista
1. "Thriller" – 3:29
2. ""The Take Over, the Breaks Over"" – 3:33
3. "This Ain’t a Scene, It’s an Arms Race" – 3:32
4. "I'm Like a Lawyer with the Way I'm Always Trying to Get You off (Me & You)" – 3:31
5. "Hum Hallelujah" – 3:50 (Fall Out Boy, Cohen)
6. "Golden" – 2:32
7. "Thnks fr th Mmrs" – 3:23
8. "Don't You Know Who I Think I Am?" – 2:51
9. "The (After) Life of the Party" – 3:21
10. "The Carpal Tunnel of Love" – 3:23 (Fall Out Boy, Eisold)
11. "Bang the Doldrums" – 3:31
12. "Fame < Infamy" – 3:06
13. "You're Crashing, But You're No Wave" – 3:42
14. "I've Got All This Ringing in My Ears and None on My Fingers" – 4:06
15. "G.I.N.A.S.F.S." (avagy "Gay Is Not a Synonym for Shitty") (Limited Edition bonus track)
16. "It's Hard to Say 'I Do' When I Don't" (Limited Edition bonus track) - 3:24